# Paul Sauer Bridge
Il Paul Sauer Bridge, noto anche come Storms River Bridge, è un ponte ad arco posto sul fiume Storms nella Provincia del Capo Orientale del Sudafrica.
Il ponte si trova sulla sezione Route Garden della National Route 2, tra Città del Capo e Port Elizabeth. Con un'altezza massima di 120 metri sopra lo Storms River, era il più alto arco di cemento in Africa sino al 1984, quando sulla stessa strada fu aperto il Ponte di Bloukrans, alto 216 metri.
Il ponte è stato progettato dall'ingegnere italiano Riccardo Morandi e costruito tra il 1953 e il 1956.
La sua forma richiama, pur se in dimensioni ridotte, quella del Ponte Bisantis che lo stesso Riccardo Morandi realizzò nel 1962 a Catanzaro, tanto che i due ponti vengono indicati come gemelli.